# Prometna kultura
Prometna kultura je skup spoznaja, pravila i normi međusobnih odnosa sudionika u prometu, njihova međusobna komunikacija te međusobno usklađivanje sudionika u prometu i prometa sa sudionicima.
 Prometnu kulturu čine:
 (1) utvrđena pravila i propisi o ponašanju sudionika u prometu i
 (2) nepisana pravila.
Nepisana pravila se temelje na međusobnom uvažavanju i poštovanju svih sudionika u prometu.
U širem smislu prometna kultura obuhvaća organizacijske, tehnološke i tehnička dostignuća u prometu. U užem smislu prometna kultura obuhvaća stavove i obrasce ponašanja sudionika u prometu.
Aktivnosti popularizacije prometne kulture ne moraju nužno biti organizacijske, tehnološke i tehničke već mogu biti i umjetničke kao što su: slike, plakati, knjige, filmovi, ...
Prometna kultura se stječe:
 (1) kućnim odgojem,
 (2) obrazovanjem u školi i
 (3) pridržavanjem prometnih propisa i pravila.